# 费利克斯·帕斯拉克
费利克斯·帕斯拉克（德語：Felix Passlack，1998年5月29日—）是一位德国足球运动员，現效力於德甲俱乐部波琴，他同時為德国21岁以下国家足球队效力，于场上司职中場。

## 俱乐部生涯
帕斯拉克是在福尔图娜博特罗普（SV Fortuna Bottrop）的青年队开始自己的足球生涯，并在2010年转会至红白奥伯豪森。2012年，他进入多特蒙德的青训营，并作为俱乐部17岁以下梯队的一员连续夺得2014年及2015年的U-17德甲联赛冠军、以及在2016年随19岁以下梯队夺得U-19德甲联赛冠军。
在2015-16赛季下半程，帕斯拉克晋身至一线队。他的德甲首秀是在2016年3月2日完成，于多特蒙德客场以2比0战胜达姆施塔特98的比赛中首发亮相，此后还在该赛季结束前获得了另外两次出场机会。2016年11月22日，帕斯拉克又迎来他代表多特蒙德射入的首个正式比赛入球，在主场以8比4战胜华沙军团的欧冠分组赛中将比分改写为7比3。而凭借18岁又177天的年龄，使他成为了在欧洲冠军联赛取得入球的最年轻德国球员。

## 国家队生涯
帕斯拉克于2014年共代表德国16岁以下国家足球队参加了6场国际比赛。同一年，他也完成了在德国17岁以下国家足球队的首秀。2015年5月，帕斯拉克被选为在保加利亚举行的U-17欧锦赛德国队长，他打满了全部比赛并射入3球，帮助德国U17在决赛以1比4不敌法国U17后夺得亚军。至2015年10月，他又在智利举行的U-17世界杯上再度出任队长，参加了德国U17的全部4场比赛及射入2球，但球队在八分之一决赛遭克罗地亚U17淘汰总体而言，帕斯拉克共代表德国U17出场20次，并有7球入账。2016年3月，帕斯拉克首度入选德国18岁以下国家足球队；同年晚些时候，他又第一次获得德国19岁以下国家足球队的征召。

## 荣誉及奖项
- 弗里茨·瓦尔特奖：U17组金奖（2015年）